# Кассар, Джон
Джонатан Фрэнсис «Джон» Кассар (англ. Jonathan Francis "Jon" Cassar; род. 27 апреля 1958) — мальтийско-канадский режиссёр и продюсер телевидения, наиболее известен по своей работе над первыми семи сезонами сериала «24 часа». В 2006 году, он выиграл премию «Эмми» за лучшую режиссуру драматического сериала за свою работу над эпизодом «Day 5: 7:00 a.m. – 8:00 a.m.». В 2011 году, он стал продюсером и режиссёром всех эпизодов канадо-американского мини-сериала «Клан Кеннеди», за который выиграл премию Гильдии режиссёров США за лучшую режиссуру телевизионного фильма и был номинирован на премию «Эмми» за лучший мини-сериал или фильм.

## Биография
Джонатан Фрэнсис Кассар родился на Мальте 27 апреля 1958 года, и иммигрировал в Канаду в 1963 году вместе с матерью, Элдой (дев. Сегона), и отцом, Фрэнком Кассаром. У него есть младшие брат, Бернард Кассар, и сестра, Кристин Палсис. Кассар окончил Алгонкин-колледж в Оттаве, Онтарио.
После окончания сериала «Её звали Никита», для которого он снял четырнадцать эпизодов, Кассар начал работать в качестве режиссёра и исполнительного продюсера драматического триллера канала FOX «24 часа». В 2006 году, он выиграл премию «Эмми» за лучшую режиссуру драматического сериала за эпизод «Day 5: 7:00 a.m. – 8:00 a.m.». Вдобавок, он был номинирован на премию «Эмми» за лучший драматический сериал четыре года подряд (2003—06), выиграв одну премию в 2006 году. Он снял полнометражный фильм «24 часа: Искупление» в 2008 году. Вслед за завершением седьмого сезона «24 часов», Кассар покинул сериал, чтобы сосредоточиться на других проектах. Он присоединился к научно-фантастическому сериалу FOX «Terra Nova» в 2010 году, в качестве продюсера и режиссёра.
В 2012 году, Кассар выиграл премию Гильдии режиссёров США за лучшую режиссуру телевизионного фильма и премию Гильдии режиссёров Канады за лучшую режиссуру телевизионного фильма/мини-сериала за свою работу над мини-сериалом 2011 года «Клан Кеннеди». За продюсирование сериала, он был номинирован на премию «Эмми» за лучший мини-сериал или фильм. В 2014 году, было объявлено, что он вернётся к последовавшему мини-сериалу «24 часов», «24 часа: Проживи ещё один день», премьера которого состоялась 5 мая 2014 года. В 2015 году, Кассар присоединился сериалу-антологии канала ABC «Злой город» в качестве исполнительного продюсера и режиссёра.
Кассар женат на Кристине Кассар (в девичестве Киндерман), у него двое детей — Зак и Алексис Он является сооснователем Motion Picture Industry Charitable Alliance, где он является ведущим ежегодной благотворительного аукциона «Lights, Camera, Auction»..

## Фильмография

### Режиссура
Телевидение
- Клан Кеннеди: После Камелота (2017; 4 эпизода)
- Злой город (2015; 8 эпизодов)
- Между (2015; 2 эпизода)
- 24 часа: Проживи ещё один день (2014; 6 эпизодов)
- Никита (2013; эпизод: «Reunion»)
- Революция (2012-13; 2 эпизода)
- В поле зрения (2012; эпизод: «Bad Code»)
- Континуум (2012; 2 эпизода)
- Контакт (2012; эпизод: «Tessellations»)
- Terra Nova (2011; 5 эпизодов)
- Клан Кеннеди (2011; 8 эпизодов)
- Живая мишень (2010; эпизод: «Lockdown»)
- Грань (2009-12; 2 эпизода)
- Мыслить как преступник (2009; эпизод: «Haunted»)
- 24 часа (2001-09; 59 эпизодов)
- Мёртвая зона (2002; 2 эпизода)
- Мутанты Икс (2001-02; 3 эпизода)
- Королева мечей (2000; 2 эпизода)
- Пси Фактор: Хроники паранормальных явлений (2000; эпизод: «GeoCore»)
- Профайлер (1999; 2 эпизода)
- Амазония (1999; эпизод: «Fallen Angels»)
- Её звали Никита (1997—2001; 14 эпизодов)
- Строго на юг (1996; эпизод: «Body Language»)
- Нэнси Дрю (1995; 4 эпизода)
- Сопровождающий (1994)
- Рыцарь навсегда (1992-96; 7 эпизодов)

Кино
- 24 часа: Искупление (2008)
- Опасность из глубины (2001)
- Заброшенный (2015)

### Продюсер
- Клан Кеннеди: После Камелота (2017; 4 эпизода)
- Злой город (2015; 8 эпизодов)
- 24 часа: Проживи ещё один день (2014; 12 эпизодов)
- Terra Nova (2011; 13 эпизодов)
- Клан Кеннеди (2011; 8 эпизодов)
- 24 часа: Искупление (2008)
- 24 часа (2002-09; 147 эпизодов)

## Награды и номинации
| Год  | Награда                          | Категория                                      | Работа                | Результат |
| ---- | -------------------------------- | ---------------------------------------------- | --------------------- | --------- |
| 1998 | Джемини                          | Лучшая режиссура драматического сериала        | «Её звали Никита»     | Номинация |
| 2003 | Прайм-таймовая премия «Эмми»     | Лучший драматический сериал                    | «24 часа»             | Номинация |
| 2004 | Прайм-таймовая премия «Эмми»     | Лучший драматический сериал                    | «24 часа»             | Номинация |
| 2004 | Премия Гильдии режиссёров США    | Лучшие режиссёрские достижения на телевидении  | «24 часа»             | Номинация |
| 2004 | Премия Гильдии режиссёров США    | Лучшая режиссура драматического сериала        | «24 часа»             | Номинация |
| 2005 | Прайм-таймовая премия «Эмми»     | Лучший драматический сериал                    | «24 часа»             | Номинация |
| 2006 | Прайм-таймовая премия «Эмми»     | Лучший драматический сериал                    | «24 часа»             | Победа    |
| 2006 | Прайм-таймовая премия «Эмми»     | Лучшая режиссура драматического сериала        | «24 часа»             | Победа    |
| 2006 | «Золотая нимфа»                  | Лучший международный продюсер                  | «24 часа»             | Победа    |
| 2006 | Премия Гильдии продюсеров США    | Лучший продюсер эпизода драматического сериала | «24 часа»             | Номинация |
| 2007 | Премия Гильдии продюсеров США    | Лучший продюсер эпизода драматического сериала | «24 часа»             | Номинация |
| 2007 | Премия Гильдии режиссёров США    | Лучшая режиссура драматического сериала        | «24 часа»             | Победа    |
| 2009 | Премия Гильдии продюсеров США    | Лучший продюсер телевидения в долгой форме     | «24 часа: Искупление» | Номинация |
| 2011 | Прайм-таймовая премия «Эмми»     | Лучший мини-сериал или фильм                   | «Клан Кеннеди»        | Номинация |
| 2012 | Премия Гильдии режиссёров Канады | Лучшая режиссура телефильма/мини-сериала       | «Клан Кеннеди»        | Победа    |
| 2012 | Премия Гильдии режиссёров Канады | Лучший телефильм/мини-сериал                   | «Клан Кеннеди»        | Победа    |
| 2012 | Премия Гильдии продюсеров США    | Лучший продюсер телевидения в долгой форме     | «Клан Кеннеди»        | Номинация |
| 2012 | Премия Гильдии режиссёров США    | Лучшая режиссура телефильма                    | «Клан Кеннеди»        | Победа    |
| 2013 | Джемини                          | Лучшая режиссура драматического сериала        | «Континуум»           | Номинация |